# Phalops batesi
Phalops batesi là một loài bọ cánh cứng trong họ Bọ hung (Scarabaeidae).